# Анастасий Библиотекар
Анастасий Библиотекар (на латински: Anastasius Bibliothecarius) е италиански духовник и историк.
Смята се, че е роден в Рим между 800 и 817 година. Племенник на епископа на Орте и папски легат Арсений, той получава необичайно добро за времето си образование и владее латински и гръцки. След смъртта на папа Лъв IV през юли 855 година Анастасий се опитва с помощта на император Лотар II да се наложи като папа вместо избрания Бенедикт III, но не е приет от жителите на Рим и след няколко седмици се отказва.
При папа Николай I (858 – 867) Анастасий е абат на римския манастир „Санта Мария ин Трастевере“, а през 867 година папа Адриан II го назначава за библиотекар на Римската църква, откъдето идва и прозвището му.
През 869 година пътува до Константинопол като пратеник на император Лудвиг II, за да води преговори за евентуален брак на единствената дъщеря на Лудвиг Ерменгарда с първородния син на византийския император Василий I Лъв. Там през 870 година присъства на Осмия вселенски събор.
През 873 – 875 година Атанасий Библиотекар пише важния църковноисторически труд Chronographia tripartita, като използва хронографиите на Теофан Изповедник и патриарх Никифор, както и хрониката на Григорий Синкел, тайния съветник на патриарх Тарасий. Той се познава лично с Константин-Кирил Философ, когото нарича fortissimus amicus („най-смел приятел“) на патриарх Фотий. „Отговорите на папа Николай I" до българския владетел Борис I са подготвени от Анастасий Библиотекар.
Анастасий Библиотекар умира през 879 година в Рим.